# Mistrovství světa ve sportovním lezení 2016
Mistrovství světa ve sportovním lezení 2016 (anglicky: IFSC Climbing World Championship, francouzsky: Championnats du monde d'escalade, italsky: Campionato del mondo di arrampicata, německy: Kletterweltmeisterschaft) se uskutečnilo 14.–18. září v Paříži, pod hlavičkou Mezinárodní federace sportovního lezení (IFSC). Závodů se účastnilo 21 českých závodníků.
Medailisté se nominovali na X. Světové hry 2017 ve Vratislavi v rámci mezinárodní kvóty.

## Průběh závodů

### Program
- středa 14. září:
9–16 hod kvalifikace bouldering muži
10–15 hod obtížnost kvalifikace ženy
- čtvrtek 15. září:
9–16:30 obtížnost kvalifikace muži
10–15 hod bouldering kvalifikace ženy
- pátek 16. září:
11–13:30 rychlost kvalifikace muži a ženy
19–21:30 bouldering semifinále muži (LIVE)
19–21:30 obtížnost semifinále ženy (LIVE)
- sobota 17. září:
9–11:30 obtížnost semifinále muži (LIVE)
9–11:30 bouldering semifinále ženy (LIVE)
17:30–19 bouldering finále muži (LIVE)
19:30 vyhlášení vítězů (LIVE)
20:15–21 rychlost finále muži (LIVE)
21–22 hod obtížnost finále ženy (LIVE)
22 hod vyhlášení vítězů (LIVE)
- neděle 18. září:
12:00–13:30 bouldering finále ženy
14:00 vyhlášení vítězů
14:45–15:30 rychlost finále ženy
15:30–16:30 obtížnost finále muži
16:30 vyhlášení vítězů

### Kvalifikace
V boulderingu se lezlo ve dvou skupinách zároveň na pěti a pěti bouldrech, do semifinále postoupilo dvacet závodníků. Všech pět bouldrů topoval na první pokus pouze Francouz Alban Levier, dále je přelezli už jen Japonec Kokoro Fudžii (5t7 5b6) a Rus Alexej Rubcov (5t20 5b12). Ženy topovaly pět bouldrů jen ve druhé skupině, v první nejvíce čtyři. Nejlépe Japonky Akijo Noguči (5t6 5b6) a Miho Nonaka (4t5 5b6).
V obtížnosti se lezlo současně ve dvou skupinách, v každé zároveň na dvou cestách. Osm mužů a šest žen topovalo obě cesty.

Rychlost: v kvalifikaci se muži i ženy rozřadili podle časů do šestnáctkového pavouka na standardní patnáctimetrové cestě. Nejlepší čas měli Íránec Reza Alipourshenazandifar (5.96 s) a ruská závodnice Anna Cyganovová (7.88 s).

### Češi na MS
Bouldering: Adam Ondra postoupil v kvalifikaci ze 7.–8. místa, když ve druhé kvalifikační skupině topoval na první pokus čtyři z pěti bouldrů a na druhém dosáhl při prvním pokusu jen na zónu (1/1;0/1;1/1;1/1;1/1) celkem 4t4 5b5 (topy a pokusy na topy, zóny/bonusy a pokusy na zóny).
Martin Stráník skončil se čtyřmi topy těsně za semifinálovou dvacítkou, ve druhé kvalifikační skupině jedenáctý (4t12 5b13: 8/8;0/2;1/1;1/1;2/1), dále si nejlépe vedl jeho bratr 59. Štěpán Stráník (2t9 2b9: 4/4;0/0;5/5;0/0;0/0).
Mezi ženami nejlépe zabodovala 27. Petra Růžičková se třemi topy (3t6 4b6: 3/1,0/3,2/1,1/1,0/0).
V semifinále Adam Ondra skončil druhý, po opravě první, na dva topy potřeboval nejméně pokusů. Ve finále mu však utekl japonský bouldrista téměř o polovinu pokusů na topy (Tomoa Narasaki 3t6 4b7) a odnesl si stříbrnou medaili (Adam Ondra 3t11 4b10).
Obtížnost: České závodnice nepostoupily, nejlépe se umístila 49. Lenka Slezáková. Adam Ondra topoval obě kvalifikační cesty s dalšími sedmi závodníky. Do semifinále postoupil i Jakub Konečný z 21. děleného místa, nejdál dolezl na první cestě. V semifinále skončil Jakub Konečný třiadvacátý, Adam Ondra postoupil z prvního místa, dolezl nejdál, ale neudržel jeden z posledních chytů v závěrečném traverzu pod topem. Ve finále dal top jako jediný Adam Ondra.
Rychlost: V patnáctimetrové standardní cestě postoupili se třetím nejlepším časem Libor Hroza a z třináctého místa Jan Kříž. V prvním semifinálovém duelu s Alexandrem Šikovem spadl Jan Kříž, Libor Hroza svému soupeři utekl. V dalším kole ale Libor již nestačil na Bassu Mawema a závod skončil i pro něj.

### Výsledky mužů a žen
| Obtížnost              | Obtížnost                             | Rychlost                     | Rychlost                 | Bouldering             | Bouldering               |
| ---------------------- | ------------------------------------- | ---------------------------- | ------------------------ | ---------------------- | ------------------------ |
| muži                   | ženy                                  | muži                         | ženy                     | muži                   | ženy                     |
| 1. Adam Ondra          | 1. Janja Garnbretová                  | 1. Marcin Dzieński           | 1. Anna Cyganovová       | 1. Tomoa Narasaki      | 1. Petra Klinglerová     |
| 2. Jakob Schubert      | 2. Anak Verhoeven                     | 2. Reza Alipourshenazandifar | 2. Anouck Jaubert        | 2. Adam Ondra          | 2. Miho Nonaka           |
| 3. Gautier Supper      | 3. Mina Markovič                      | 3. Alexandr Šikov            | 3. Julija Kaplinová      | 3. Manuel Cornu        | 3. Akijo Noguči          |
|                        |                                       |                              |                          |                        |                          |
| 4. Domen Škofic        | 4. Kim Ča-in                          | 4. Bassa Mawem               | 4. Aleksandra Rudzińska  | 4. Mickael Mawem       | 4. Megan Mascarenas      |
| 5. Romain Desgranges   | 5. Jessica Pilzová                    | 5. Leonardo Gontero          | 5. Klaudia Buczek        | 5. Jérémy Bonder       | 5. Anna Stöhr            |
| 6. Sean McColl         | 6. Julia Chanourdie                   | 6. Stanislav Kokorin         | 6. Elma Fleuret          | 6. Cukuru Hori         | 6. Jelena Krasovská      |
| 7. Stefano Ghisolfi    | 7. Magdalena Röck 7. Claire Buhrfeind | 7. Libor Hroza               | 7. Darja Kanová          | —                      | —                        |
| 8. Keiičiró Korenaga   | 9. Alina Ring                         | 8. Danyjil Boldyrev          | 8. Patrycja Chudziak     | —                      | —                        |
|                        |                                       |                              |                          |                        |                          |
| 23. Jakub Konečný      | 49.–50. Lenka Slezáková               | 16. Jan Kříž                 | 41. Andrea Pokorná       | 21.–22. Martin Stráník | 27.–28. Petra Růžičková  |
| 71.–72. Martin Jech    | 55.–56. Gabriela Vrablíková           | 29. Matěj Burian             | —                        | 59.–60. Štěpán Stráník | 61.–62. Karina Bílková   |
| 77.–78. Tomáš Binter   | 57.–59. Veronika Šimková              | 39. Petr Burian              | —                        | 91.–99. Roman Kučera   | 69.–70. Eliška Vlčková   |
| 65.–66. Andrea Pokorná | —                                     | —                            | 100.–101. Oldřich Klapal | —                      | 77.–78. Daniela Kotrbová |
| —                      | —                                     | —                            | —                        | —                      | 85. Dominika Dupalová    |
|                        |                                       |                              |                          |                        |                          |
| 8 finalistů            | 9 finalistek                          | 8/4 finalistů                | 8/4 finalistek           | 6 finalistů            | 6 finalistek             |
| 27 semifinalistů       | 26 semifinalistek                     | 16 semifinalistů             | 16 semifinalistek        | 20 semifinalistů       | 20 semifinalistek        |
| 104 mužů               | 76 žen                                | 55 mužů                      | 46 žen                   | 123 mužů               | 87 žen                   |

### Čeští Mistři a medailisté
| Disciplína | Lezec/lezkyně | Zlato         | Stříbro          | Bronz |
| ---------- | ------------- | ------------- | ---------------- | ----- |
| Obtížnost  | Adam Ondra    | Zlatá medaile |                  |       |
| Bouldering | Adam Ondra    |               | Stříbrná medaile |       |

### Medaile podle zemí
| pořadí | stát      | Zlatá medaile | Stříbrná medaile | Bronzová medaile | celkem |
| ------ | --------- | ------------- | ---------------- | ---------------- | ------ |
| 1.     | Japonsko  | 1             | 1                | 1                | 3      |
| 2.     | Česko     | 1             | 1                | 0                | 2      |
| 3.     | Rusko     | 1             | 0                | 2                | 3      |
| 4.     | Slovinsko | 1             | 0                | 1                | 2      |
| 5.     | Polsko    | 1             | 0                | 0                | 1      |
| 5.     | Švýcarsko | 1             | 0                | 0                | 1      |
| 7.     | Francie   | 0             | 1                | 2                | 3      |
| 8.     | Rakousko  | 0             | 1                | 0                | 1      |
| 8.     | Belgie    | 0             | 1                | 0                | 1      |
| 8.     | Írán      | 0             | 1                | 0                | 1      |

### Zúčastněné země
| 1.   | Česko              | Slovinsko          | Polsko             | Rusko       | Japonsko           | Švýcarsko          |
| 2.   | Rakousko           | Belgie             | Írán               | Francie     | Česko              | Japonsko           |
| 3.   | Francie            | Jižní Korea        | Rusko              | Polsko      | Francie            | USA                |
| 4.   | Slovinsko          | Rakousko           | Francie            | Ukrajina    | Rusko              | Rakousko           |
| 5.   | Kanada             | Francie            | Itálie             | Rakousko    | Jižní Korea        | Rusko              |
| 6.   | Itálie             | USA                | Česko              | Kazachstán  | Itálie             | Srbsko             |
| 7.   | Japonsko           | Švýcarsko          | Ukrajina           | Itálie      | Slovinsko          | Francie            |
| 8.   | Španělsko          | Japonsko           | USA                | Čína        | Kanada             | Německo            |
| 9.   | Německo            | Norsko             | Čína               | Ekvádor     | Ukrajina           | Norsko             |
| 10.  | Rusko              | Spojené království | Jižní Korea        | USA         | Spojené království | Itálie             |
| 11.  | Belgie             | Rusko              | Ekvádor            | Írán        | Austrálie          | Belgie             |
| 12.  | Švédsko            | Izrael             | Kazachstán         | Jižní Korea | Írán               | Kanada             |
| 13.  | Ukrajina           | Itálie             | Kolumbie           | Kanada      | USA                | Ukrajina           |
| 14.  | Švýcarsko          | Ukrajina           | Kanada             | Česko       | Německo            | Česko              |
| 15.  | Jižní Korea        | Švédsko            | Německo            | Norsko      | Lotyšsko           | Slovinsko          |
| 16.  | USA                | Kanada             | Švédsko            | —           | Dánsko             | Nizozemsko         |
| 17.  | Chile              | Írán               | Lotyšsko           | —           | Polsko             | Dánsko             |
| 18.  | Izrael             | Austrálie          | Španělsko          | —           | Rakousko           | Izrael             |
| 19.  | Spojené království | Česko              | Belgie             | —           | Španělsko          | Spojené království |
| 20.  | Nizozemsko         | Nizozemsko         | Izrael             | —           | Norsko             | Kazachstán         |
| 21.  | Čína               | Dánsko             | Spojené království | —           | Švýcarsko          | Čínská Tchaj-pej   |
| 22.  | Hongkong           | Kazachstán         | —                  | —           | Izrael             | Írán               |
| 23.  | Austrálie          | Španělsko          | —                  | —           | Hongkong           | Bulharsko          |
| 24.  | Kazachstán         | Rumunsko           | —                  | —           | Litva              | Maďarsko           |
| 25.  | Slovensko          | Brazílie           | —                  | —           | Irsko              | Austrálie          |
| 26.  | Norsko             | Turecko            | —                  | —           | Belgie             | Rumunsko           |
| 27.  | Bulharsko          | Portugalsko        | —                  | —           | Čína               | Brazílie           |
| 28.  | Lotyšsko           | Uzbekistán         | —                  | —           | Nizozemsko         | Švédsko            |
| 29.  | Rumunsko           | —                  | —                  | —           | Rumunsko           | Lotyšsko           |
| 30.  | Turecko            | —                  | —                  | —           | Botswana           | Litva              |
| 31.  | Peru               | —                  | —                  | —           | Švédsko            | Portugalsko        |
| 32.  | Severní Makedonie  | —                  | —                  | —           | Brazílie           | Turecko            |
| 33.  | Kolumbie           | —                  | —                  | —           | Bulharsko          | Uzbekistán         |
| 34.  | Jižní Afrika       | —                  | —                  | —           | Turecko            | —                  |
| 35.  | Nepál              | —                  | —                  | —           | Kazachstán         | —                  |
| 36.  | —                  | —                  | —                  | —           | Macao              | —                  |
| 37.  | —                  | —                  | —                  | —           | Slovensko          | —                  |
| 38.  | —                  | —                  | —                  | —           | Maďarsko           | —                  |
| 39.  | —                  | —                  | —                  | —           | Jižní Afrika       | —                  |
| 40.  | —                  | —                  | —                  | —           | Peru               | —                  |
| 41.  | —                  | —                  | —                  | —           | Chile              | —                  |
| 42.  | —                  | —                  | —                  | —           | Severní Makedonie  | —                  |
| 43.  | —                  | —                  | —                  | —           | Kolumbie           | —                  |
| 44.  | —                  | —                  | —                  | —           | Čínská Tchaj-pej   | —                  |
| (49) | 35                 | 28                 | 21                 | 15          | 44                 | 33                 |

### Videozáznamy z Mistrovství světa
- Pozvánka a teaser
- Obtížnost: semifinále muži a ženy, finále muži a ženy
- Rychlost: finále muži a ženy
- Bouldering: semifinále muži a ženy, finále muži a ženy
- Paralezení
- Jiné, sportovní kanál IFSC na Youtube